# .350 Legend
Набій .350 Legend, також відомий як 350 LGND (9×43mmRB), стандартизований SAAMI прямий проміжний гвинтівковий набій, який розробила компанія Winchester Repeating Arms. Набій було розроблено для окремих штатів, які мають особливі законодавчі акти з приводу полювання на оленів лише з використанням прямих набоїв центрального запалення. Під час представлення набою, компанія Winchester стверджувала, що набій .350 Legend є найшвидшим серійним мисливським набоєм з прямою гільзою в світі, хоча деякі заряди для набоїв .450 Bushmaster .444 Marlin та .458 Winchester Magnum є швидшими та мають більшу енергію, крім того в 2023 році набій .360 Buckhammer перевершив за швидкістю .350 Legend. Набій розроблено для полювання на оленів на максимальній ефективній відстані в 250 ярдів (230 м).

## Опис
Набій .350 Legend має багато спільних рис з набоєм .223 Remington, наприклад загальна довжина набою становить 2,26 дюйма (57 мм), а діаметр фланцю — ,378 дюйма (9,6 мм). Через ці схожі риси з набоями .223 Remington та 5.56 mm NATO, набій .350 Legend можна використовувати в самозарядних гвинтівках типу AR-15.

## Історія
У 2019 році на виставці 2019 SHOT Show у Лас-Вегасі, штат Невада, компанія Winchester Ammunition представила набій .350 Legend. 31 січня 2019 року Інститут виробників спортивної зброї та боєприпасів (SAAMI), американська організація зі стандартизації вогнепальної зброї та боєприпасів, анонсував про прийняття нового стандарту на набій та патронник.

## Конструкція
Набій було розроблено так щоб куля могла зберегти достатньо енергії на відстані у 200 ярд (180 м) при полюванні на великих оленів. Відбій був менший за відбій набою .243 Winchester. Зараз компанія Winchester пропонує п'ять різних зарядів для нового набою: 150 гр (9,7 г) Deer Season XP зі швидкістю 2 325 фут/с (709 м/с), 180 гр (12 г) Power-Point зі швидкістю 2 100 фут/с (640 м/с), 160 гр (10 г) Power Max Bonded зі швидкістю 2 225 фут/с (678 м/с), 145 гр (9,4 г) FMJ в лінійці боєприпасів для США зі швидкістю 2 350 фут/с (720 м/с) та Super Suppressed 255 гр (16,5 г) дозвуковий заряд зі швидкістю 1 060 фут/с (320 м/с).
Набій має плоску траєкторію з меншим відбоєм і кращою термінальною продуктивністю у порівнянні з поточними набоями з прямими гільзами при цьому не порушуючи законодавство більшості штатів.
Набій .350 Legend призначений для використання з різними збройними платформами і як було виявлено набій добре працює у гвинтівках з ковзними затворами, наприклад Winchester XPR.
Набій .350 Legend не має схожих гільз. Проте, набій .350 Legend має такий самий номінальний діаметр фланцю 0,378 дюйм (9,6 мм) як і набій .223 Remington. Гільза набою .350 Legend є новою конструкцією, що збільшує максимальну термінальну продуктивність при цьому оптимізує можливість екстракції гільзи з патронників різної зброї. В набої .350 Legend не використано гільзу .223 Remington, щоб отримати деяку конусність гільзи (для екстракції), а також для збільшення довжини гільзи та її об'єму.
Компанія Winchester розробила мисливські кулі для набою .350 Legend (наприклад, Extreme Point та Power-Point) для полювання на велику дичину на відстані до 250 ярд (230 м). Ці кулі були розроблені спеціально для набою .350 Legend для збільшення його продуктивності.

## Використання
Набій .350 Legend розроблено для мисливців на оленів, яким потрібні сучасні набої з прямою гільзою. Куля набою здатна вбивати кабанів, оленів, чорних ведмедів та койотів. Завдяки вазі куль від 125 до 280 гр (8,1 до 18,1 г) набій .350 Legend є універсальним набоєм.
Завдяки своїй дешевизні, невеликому відбою та великій швидкості набій калібру .35 (9,1 мм), дозволяє практикуватися новачкам, яким не подобається сильний відбій таких набоїв як .450 Bushmaster або рушничних набоїв 12 калібру.

### Законодавство штатів
Крім того набій .350 Legend також орієнтований на швидкозростаючий сегмент ринку, який знаходиться в штатах де полюють на оленів з використанням набоїв з прямими гільзами. Зараз збільшується кількість штатів де дозволяють використовувати для полювання гвинтівки з набоями з прямими гільзами, хоча до цього там можна було використовувати лише дульнозарядну зброю або рушниці.
Набій .350 Legend було розроблено для полювання на оленів в штатах де діють особливі правила, які вимагають використання набоїв з прямими гільзами, наприклад, Огайо, Айова, громадські землі Індіани та в регіоні південного нижнього півострову Мічиган. В штаті Іллінойс також дозволено використовувати набої з прямою гільзою при використанні з пістолетами або однозарядними гвинтівками. Це має бути револьвер або однозарядний пістолет під набій центрального запалення .30 калібру або більше з мінімальною довжиною стволу 4 дюйми (101 мм). Однозарядні гвинтівки під ці специфічні калібри стали легальними з 1 січня 2023 року. 
Правила полювання на оленів в штаті Огайо дозволяють використовувати гвинтівкові набої з прямою гільзою з мінімальним калібром ,357 дюйма (9,1 мм). Довжина набою .350 Legend лише ,355 дюйма (9,0 мм), що на дві тисячних дюйми менше ніж зазначено в правилах полювання на оленів в штаті Огайо. Всі набої .350 Legend мають кулі діаметром в діапазоні від .354 до .355 дюймів, при цьому всі стволи в зброї під набій .350 Legend мають діаметр лише .355 дюймів. Після того як компанія Winchester розробила набій під кулю діаметром .355, замість куль .357 або .358, які відповідали правилам полювання на оленів в штаті Огайо, вони почали зазначати у заяві SAAMI, що діаметр набою .350 Legend становить ".357 - 0.0030".. В результаті в опублікованих правилах штату особливо виділено, що використання набою .350 Legend дозволено.
На сайті Департаменту природних ресурсів штату Індіана (Indiana DNR) перелічено більшість набоїв, з прямою та пляшкоподібною гільзою, з діаметром кулі не менше .243" (6.2 мм), які дозволено використовувати на приватних територіях. Але при полюванні на громадських територіях штату Індіана, специфікація Департаменту вимагає використовувати набої з мінімальною та максимальною довжиною гільз 1,16 дюйма (29 мм) та 1,8 дюйма (46 мм), відповідно, і з мінімальним діаметром кулі ,357 дюйма (9,1 мм). Поширеною є помилкова думка, що в штаті Індіана для полювання на оленів на громадських територіях використовують гільзи з прямими стінками. Багато набоїв з прямими гільзами є легальними в Індіані, але їх не вимагають використовувати, оскільки деякі набої з пляшкоподібними гільзами—кустарні набої, такі як .358 Hoosier та .358 WSSM, а також заводські (хоча і не стандартизовані SAAMI) .458 SOCOM—як і раніше відповідають вимогам штату.